# Nausigaster
Nausigaster là một chi ruồi trong họ Syrphidae.